# St. Johannes (Markhausen)

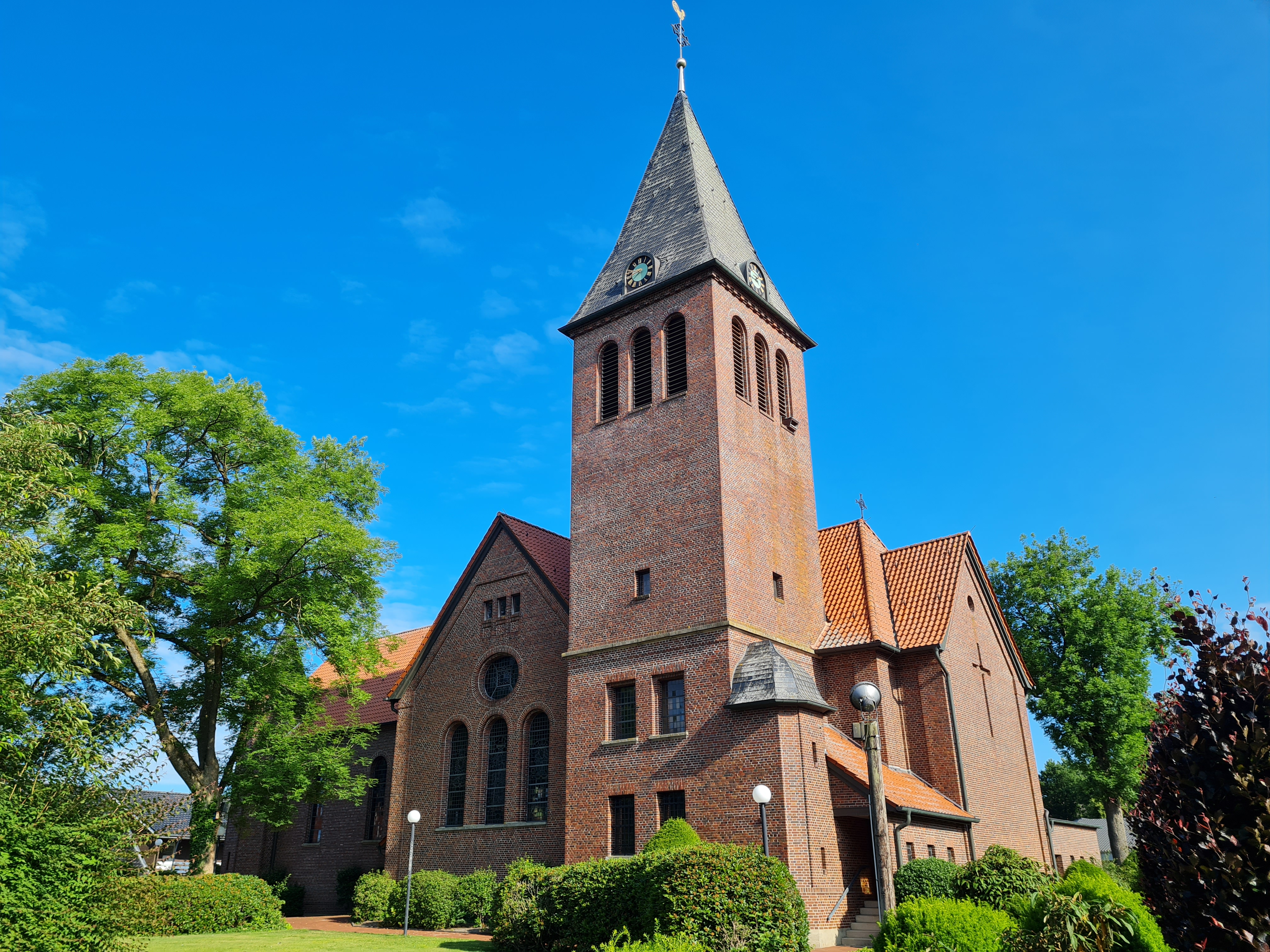
St. Johannes, Markhausen

St. Johannes in Markhausen, Stadt Friesoythe, ist eine Filialkirche der katholischen Pfarrgemeinde St. Marien Friesoythe, die dem Dekanat Friesoythe des Bistums Münster angehört. 

## Geschichte und Beschreibung
Markhausen gehörte ursprünglich zur Pfarrei Molbergen mit der Pfarrkirche St. Johannes Baptist und wurde vermutlich vor dem 15. Jahrhundert abgepfarrt. Über das frühere Kirchengebäude ist nur bekannt, dass es bereits 1651 in schlechtem Zustand war. Seit 1654 ist Johannes der Täufer der Kirchenpatron.
1800 wurde die alte Kirche wegen Baufälligkeit abgerissen und eine schlichte Saalkirche aus Backstein ohne Turm erbaut. Im 20. Jahrhundert wurde die Kirche durch Wilhelm Sunder-Plassmann in zwei Abschnitten im neubarocken Stil umgebaut: Zunächst wurden von 1921 bis 1922 an der Ostseite des Langhauses ein Querhaus und der untere Teil eines Turms sowie ein Chor ergänzt. 1937 wurde das Langhaus durch einen Neubau ersetzt und 1938 der Turm vollendet.
Der Anbau vor dem Haupteingang an der Westseite stammt aus den Jahren 1991 und 1992.

## Ausstattung
Der Hochaltar mit Kreuzigungsgruppe wurde zwischen 1805 und 1807 von Georg Gerhart Wessel aus Osnabrück im klassizistischen Stil gefertigt. Eine Figur der Maria aus der Zeit um 1800, die zu einer Darstellung der Verkündigung des Herrn gehörte, wurde wahrscheinlich ebenfalls von Wessel geschaffen. Das hölzerne Taufbecken im Knorpelstil stammt aus der zweiten Hälfte des 17. Jahrhunderts.